# Білошицько-Слобідська сільська рада
Білошицько-Слобідська́ сільська́ ра́да — адміністративно-територіальна одиниця та орган місцевого самоврядування в Корюківському районі Чернігівської області. Адміністративний центр — село Білошицька Слобода.

## Загальні відомості
Білошицько-Слобідська сільська рада утворена у 1971 році.
- Територія ради: 46,934 км²
- Населення ради: 664 особи (станом на 2001 рік)

## Населені пункти
Сільській раді були підпорядковані населені пункти:
- с. Білошицька Слобода
- с. Майбутнє

## Склад ради
Рада складалася з 12 депутатів та голови.
- Голова ради: Сірий Володимир Йосипович
- Секретар ради: Литвиненко Олена Василівна

### Керівний склад попередніх скликань
| Прізвище, ім'я, по батькові | Основні відомості                                                         | Дата обрання | Дата звільнення |
| --------------------------- | ------------------------------------------------------------------------- | ------------ | --------------- |
| Сірий Володимир Йосипович   | Сільський голова, 1954 року народження, освіта вища, член Народної партії | 26.03.2006   | 31.10.2010      |
| Сірий Володимир Йосипович   | Сільський голова, 1954 року народження, освіта вища, член Народної партії | 31.10.2010   |                 |

Примітка: таблиця складена за даними сайту Верховної Ради України

### Депутати
За результатами місцевих виборів 2010 року депутатами ради стали:

#### За суб'єктами висування
| Суб'єкт висування | Кількість обраних депутатів | %    |
| ----------------- | --------------------------- | ---- |
| Партія регіонів   | 8                           | 66,7 |
| Народна партія    | 4                           | 33,3 |

#### За округами
| № округу        | Прізвище, ім'я, по батькові     | Дата визнання обраним | Освіта             | Партійна приналежність | Відомості про обраного депутата               |
| --------------- | ------------------------------- | --------------------- | ------------------ | ---------------------- | --------------------------------------------- |
| Народна Партія  |                                 |                       |                    |                        |                                               |
| 3               | Летута Валентина Степанівна     | 05.11.2010            | вища               | позапартійна           | пенсіонер                                     |
| 4               | Бардакова Тетяна Іванівна       | 05.11.2010            | вища               | позапартійна           | Перелюбське СТ, бухгалтер                     |
| 5               | Пророченко Олександр Сергійович | 05.11.2010            | середня            | позапартійний          | Білошицькослобідська сільська рада, опалювач  |
| 6               | Гонуленко Наталія Миколаївна    | 05.11.2010            | вища               | позапартійна           | Білошицькослобідська сільська рада, бухгалтер |
| Партія регіонів |                                 |                       |                    |                        |                                               |
| 1               | Бондаренко Петро Васильович     | 05.11.2010            | середня            | позапартійний          | ПСП «Рекорд»                                  |
| 2               | Помаз Леонід Васильович         | 05.11.2010            | середня            | позапартійний          | тимчасово не працює                           |
| 7               | Литвиненко Сергій Михайлович    | 05.11.2010            | вища               | член Партії регіонів   | ПСП «Рекорд», заст. директора                 |
| 8               | Кубрак Наталія Сергіївна        | 05.11.2010            | вища               | член Партії регіонів   | ДНЗ «Струмочок», кухар                        |
| 9               | Назаренко Наталія Михайлівна    | 05.11.2010            | вища               | позапартійна           | тимчасово не працює                           |
| 10              | Кубрак Микола Іванович          | 05.11.2010            | середня спеціальна | позапартійний          | Перелюбське лісництво, майстер лісу           |
| 11              | Литвиненко Олена Василівна      | 05.11.2010            | вища               | член Партії регіонів   | Білошицькослобідська сільська рада, секретар  |
| 12              | Ананенко Геннадій Володимирович | 05.11.2010            | середня            | позапартійний          | приватний підприємець                         |